# Cantone di Conflans-Sainte-Honorine
Il Cantone di Conflans-Sainte-Honorine è una divisione amministrativa dell'Arrondissement di Saint-Germain-en-Laye.
A seguito della riforma complessiva dei cantoni del 2014 è passato da 1 a 4 comuni, incorporando il Cantone di Andrésy.

## Composizione
Prima della riforma del 2014 comprendeva il solo comune di Conflans-Sainte-Honorine; dal 2015 comprende i comuni di:
- Andrésy
- Chanteloup-les-Vignes
- Conflans-Sainte-Honorine
- Maurecourt